# Oscar Mason
Oscar Mason (Varese, 25 mei 1975) is een Italiaans voormalig beroepswielrenner die in het verleden uitkwam voor onder meer Liquigas-Pata en Mercatone Uno.
In 1996 werd Mason al derde in de Baby Giro, een jaar later won hij. Dit leverde hem een contract op bij Liquigas-Pata. In 1998, zijn eerste jaar als prof, reed hij zijn eerste grote ronde, de Ronde van Italië. Hij reed hem niet uit, en verliet hem na de 14e etappe. In 1999 werd hij echter 25e.
In 2002 reed hij in dienst van Saeco Macchine per Caffé-Longoni Sport, dat ook deelnam aan de Ronde van Italië. Hij eindigde als 56e in het eindklassement, zonder noemenswaardige resultaten in de etappes. Een jaar later, in 2003, reed hij bij Vini Caldirola-Saunier Duval, waarmee Mason wederom meedeed aan de Giro en daarnaast ook aan de Ronde van Spanje. Hij behaalde in de Giro hogere klasseringen in de etappes, maar stapte na de 10e etappe af. De Vuelta verliet hij al na de vierde etappe.
In 2004 reed hij zijn laatste Giro en eindigde als 30e in het eindklassement. Hij behaalde wel nog een 26e plaats in Luik-Bastenaken-Luik.
In zijn laatste jaar als beroepsrenner, 2005, reed hij nogmaals de Ronde van Spanje, maar stapte al af na de derde etappe. Mason was een echte knecht en behaalde tijdens zijn carrière dan ook maar één zege, het eindklassement van de Ronde van de Abruzzen in 2003.

## Resultaten in voornaamste wedstrijden
| Jaar | Ronde van Italië | Ronde van Frankrijk | Ronde van Spanje |
| ---- | ---------------- | ------------------- | ---------------- |
| 1998 | buiten tijd      |                     |                  |
| 1999 | 25e              |                     |                  |
| 2000 |                  |                     |                  |
| 2001 |                  |                     |                  |
| 2002 | 56e              |                     |                  |
| 2003 | opgave           |                     | opgave           |
| 2004 | 30e              |                     |                  |
| 2005 |                  |                     | opgave           |

| Jaar | Milaan-San Remo | Luik-Bast.‑Luik | Waalse Pijl |
| ---- | --------------- | --------------- | ----------- |
| 1998 | 52e             |                 |             |
| 1999 |                 |                 |             |
| 2000 |                 | 47e             | 16e         |
| 2001 |                 |                 | 27e         |
| 2002 |                 |                 |             |
| 2003 |                 | 38e             | 6e          |
| 2004 |                 | 26e             | 68e         |
| 2005 |                 |                 |             |